# Pakalitha Mosisili
Pakalitha Bethuel Mosisili (Waterfall, Qacha's Nek, 14 de março de 1945) é um político do Lesoto. Foi primeiro-ministro do Lesoto de 1998 até 2012 e de 2015 até 2017.

## Biografia
Foi primeiro-ministro do país de 29 de maio de 1998 a 8 de junho de 2012, renunciando após não ter conseguido a maioria ao seu partido nas eleições parlamentares de maio de 2012.
Após uma nova disputa eleitoral, ele retornou ao cargo de primeiro-ministro em março de 2015, saindo após as eleições de junho de 2017.